# خوالبوژتسه
خوالبوژتسه (به لهستانی:  Chwalborzyce) یک روستا در لهستان است که در گمینا شوینگتسه وارتسکیه واقع شده‌است.